# Boing

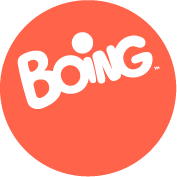
Logo

Boing je italský televizní kanál patřící do skupiny Turner Broadcasting System, součásti společnosti Time Warner.
Kanál je určen mladým divákům od 6 do 16 let.
Kromě seriálů vysílá i rodinné filmy a soutěže pro děti.